# Powiatul Wieliczka
Județul Wieliczka (în poloneză Powiat wielicki) este o unitate teritorial-administrativă și administrație locală (powiat) în voievodatul Polonia Mică, sudul Poloniei.
Județul a fost înființat în data de 1 ianuarie 1999 ca rezultat al reformelor poloneze locale adoptate în anul 1998. Sediul administrativ al județului și cel mai mare oraș este Wieliczka care este la 13 km de capitala regională Cracovia. În județ mai există un singur oraș, Niepołomice la 12 km spre sud de Wieliczka.
Județul are o suprafață de 427,8 kilometri pătrați. În anul 2006 populația totală a județului a fost de 105.266 locuitori, din care populația orașului Wieliczka era 19.133, Niepołomice 8.537, iar populația rurală era de 77.596 persoane.

## Județe învecinate
Județul Wieliczka se învecinează:
- spre nord-est cu județul Cracovia și orașul Cracovia
- la est cu județul Bochnia
- la sud cu județul Myślenice

## Diviziunile administrative
Județul este împărțit în cinci comune (gmina)  (două urban-rurale și trei rurale). Acestea sunt prezentate în tabelul de mai jos, în ordinea descrescătoare a populației.
| Comuna             | Tip         | Suprafața (km²) | Populația (2006) | Sediu       |
| Comuna Wieliczka   | urban-rural | 100.1           | 48,254           | Wieliczka   |
| Comuna Niepołomice | urban-rural | 95.1            | 22,168           | Niepołomice |
| Comuna Gdów        | rural       | 108.0           | 16,340           | Gdów        |
| Comuna Kłaj        | rural       | 83.1            | 9,832            | Kłaj        |
| Comuna Biskupice   | rural       | 41.0            | 8,672            | Trąbki      |